# 胡安·瓦尔加斯
胡安·瓦爾加斯（Juan Vargas；1961年3月7日—）是美國的一位政治人物。自2013年開始，他是加利福尼亞州第51選舉區選出的美國眾議院議員。他的黨籍是民主黨。在進入國會之前，瓦爾加斯曾經是加利福尼亞州參議院第40選區的議員。